# الدوري الأيرلندي 1913–14
الدوري الأيرلندي 1913–14 (بالإنجليزية: 1913–14 Irish League)‏ هو الموسم 24 من الدوري الأيرلندي. أشرف على تنظيمه الاتحاد الأيرلندي لكرة القدم، وفاز فيه نادي لينفيلد.